# Dathí
Feradach Dathí, anche Nath Í, figlio di Fiachrae, figlio di Eochaid Mugmedon (fl. V secolo), è stato un leggendario re del Connacht e e supremo dell'Irlanda del IV o V secolo.
L'epiteto Dathí ("rapido") gli fu dato per l sua velocità nel vestire l'armatura. Avrebbe fatto conquiste fuori dall'isola e sarebbe morto colpito da un fulmine sulle Alpi.